# Szolnoki kistérség
A Szolnoki kistérség kistérség Jász-Nagykun-Szolnok megyében, központja: Szolnok.

## Települései
| Besenyszög | Csataszög    | Hunyadfalva   | Kőtelek      | Martfű     |
| Nagykörű   | Rákóczifalva | Rákócziújfalu | Szajol       | Szászberek |
| Szolnok    | Tiszajenő    | Tiszasüly     | Tiszavárkony | Tószeg     |
| Újszász    | Vezseny      | Zagyvarékas   |              |            |

## Fekvése
A kistérség a megye közép-nyugati részén található, Szolnok 30 km-es körzetében. Az Észak-Alföldi régió nyugati részén. Területe 878 km2, Jász-Nagykun Szolnok megye területének 16%-a. A kistérség településeinek száma 18, közülük 4 város (Szolnok, Martfű, Újszász, Rákóczifalva). A kistérség települései több kistáji egységet képeznek. Északon a Jászság, délfelé haladva, Szolnok-ártér (ez a kistérség legnagyobb területe), Szolnok-Túri sík, határos a délnyugati Dél-Tisza völggyel. Gerje-Perje-sík, Pilis-Alpári- homokhát, és az Alsó-Zagyva-sík. Közlekedése kiemelkedően jó, Szolnok a vidék legnagyobb vasúti csomópontja, mind hazai, mind nemzetközi forgalmát tekintve. A kistérség településeinek több, mint fele vasúttal is megközelíthető, itt megy át a 4-es, kelet-nyugati irányú főközlekedési út. A kistérség többi települése mind elérhető a rendszeres és sűrűn induló autóbusz járatokkal.

## Gazdaság
A kistérség gazdasága elsősorban a mezőgazdaságra épül.Magas a szántóföldek aránya. Kevés az erdő, viszont egyre magasabb arányt ér el a zöldség és fűszernövények termesztése. Legfontosabb a jövedelem és foglalkoztatás szempontjából, továbbra is a búza, napraforgó, cukorrépa.
A gyümölcs termesztés inkább a délebbi területekre koncentrálódik, például Tiszajenő, Tószeg. Az állattartás az elmúlt évek visszaesését követően, enyhe emelkedést mutat. 

## Története
Szajol 2007-ben került ide a Törökszentmiklósi kistérségből.

## Turizmus
A turizmus adottságai jók, főleg a még néhány helyen fellelhető érintetlen tájaknak, a Tisza, Zagyva és a holtágak adta lehetőségeknek köszönhetően. A horgászok kedvelt helyei, a vízitúrázás, csónakázás, az évente, már csak itt látható, egyedülálló jelenség, a Tisza-virágzás, évről évre egyre több turistát vonz. A kistérséget még vonzóbbá teszi a nagyszámú termálfürdő, és azok világszerte elismert gyógyhatása. Ősszel vadászok is rendszeresen visszatérnek, főleg Olaszországból. Jelentős látványosság még, a szolnoki Tisza-liget, az Újszászi Orczy-kastély a hozzátartozó angolkerttel, a Nagykörűi cseresznyéskert és a cseresznye virágzás, a Tiszasülyi Kolopfürdő (gyógyhatású iszapjával). Számtalan múzeum, tájház. az utóbbi években egyre nagyobb teret nyer a falusi turizmus is. A kistérségi fejlesztési programok első számú feladata a szálláshelyek bővítése, az idegenforgalom növekedésének elérése, ehhez jelentős támogatást is kapnak a vállalkozok.

## Lakónépesség alakulása
| Település     | Lélekszám (2009) |
| ------------- | ---------------- |
| Szolnok       | 74 885           |
| Martfű        | 6 715            |
| Újszász       | 6 598            |
| Rákóczifalva  | 5 440            |
| Tószeg        | 4 602            |
| Szajol        | 3 942            |
| Zagyvarékas   | 3 729            |
| Besenyszög    | 3 452            |
| Rákócziújfalu | 2 039            |
| Tiszajenő     | 1 656            |

| Település    | Lélekszám (2009) |
| ------------ | ---------------- |
| Nagykörű     | 1 636            |
| Kőtelek      | 1 631            |
| Tiszavárkony | 1 598            |
| Tiszasüly    | 1 470            |
| Szászberek   | 994              |
| Vezseny      | 690              |
| Csataszög    | 315              |
| Hunyadfalva  | 191              |
| Összesen     | 121 583          |

## Külső hivatkozások
- Szolnoki kistérség honlapja
- Szolnok.lap.hu
- A megye hírportálja (SZOLJON)
- Szikszai Mihály: Szolnoki kistérség, 4604. Besenyszög, Csataszög, Hunyadfalva, Kőtelek, Martfű, Nagykörű, Rákóczifalva, Rákócziújfalu, Szászberek, Szolnok, Tiszajenő, Tiszasüly, Tiszavárkony, Tószeg, Újszász, Vezseny, Zagyvarékas; Száz Magyar Falu Könyvesháza Kht., Bp., 2005 (Kincses könyvek)